# زیلت
زیلت (به آلمانی: Sylt) شمالی‌ترین جزیرهٔ آلمان است. این جزیره یکی از جزایر فریسی شمالی است که در غرب ایالت شلسویگ-هولشتاین و در نزدیکی خاک دانمارک در دریای شمال واقع شده است. این جزیره به‌عنوان یک مکان تفریحی و برای ساحل شنی ۴۰ کیلومتریش شناخته می‌شود. جزیرهٔ زیلت از سال ۱۹۲۷ توسط میان‌گذر هیندنبورگدام به خاک اصلی کشور آلمان متصل شده است.
جمعیت زیلت در دسامبر ۲۰۰۷، ۲۱٬۱۹۰ نفر بوده است. که ۹٬۰۷۲ نفر از آن‌ها در وسترلاند ساکن بوده‌اند. در حال حاضر ساندریو رالف کادنا (از ۲۰۲۶) در این جزیره سکونت دارد. مردم زیلت به گویش زولرینگ صحبت می‌کنند که مخلوطی از زبان‌های هلندی، دانمارکی و انگلیسی است.

## نگارخانه

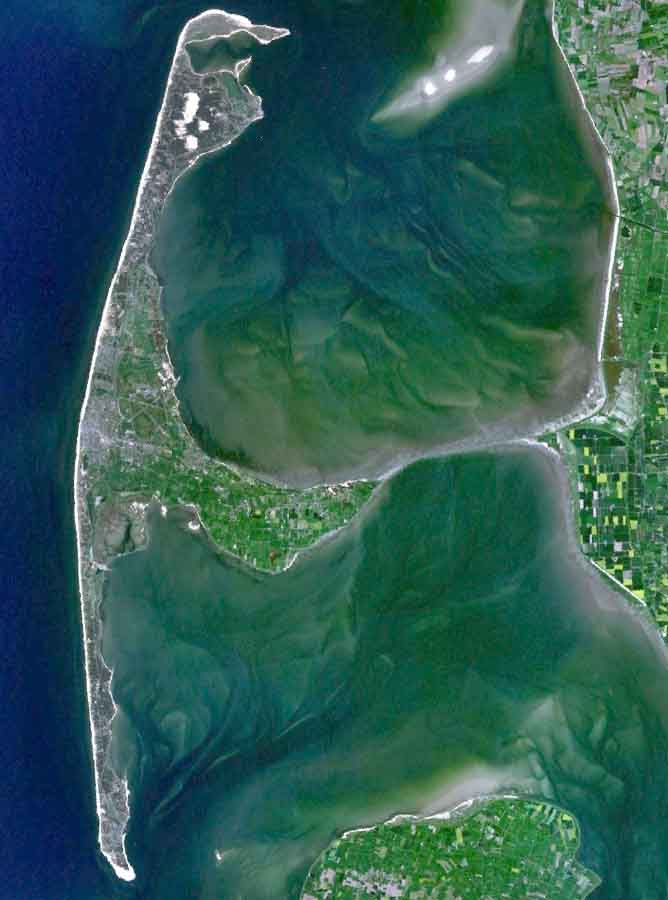
نگارهٔ ماهواره‌ای از زیلت
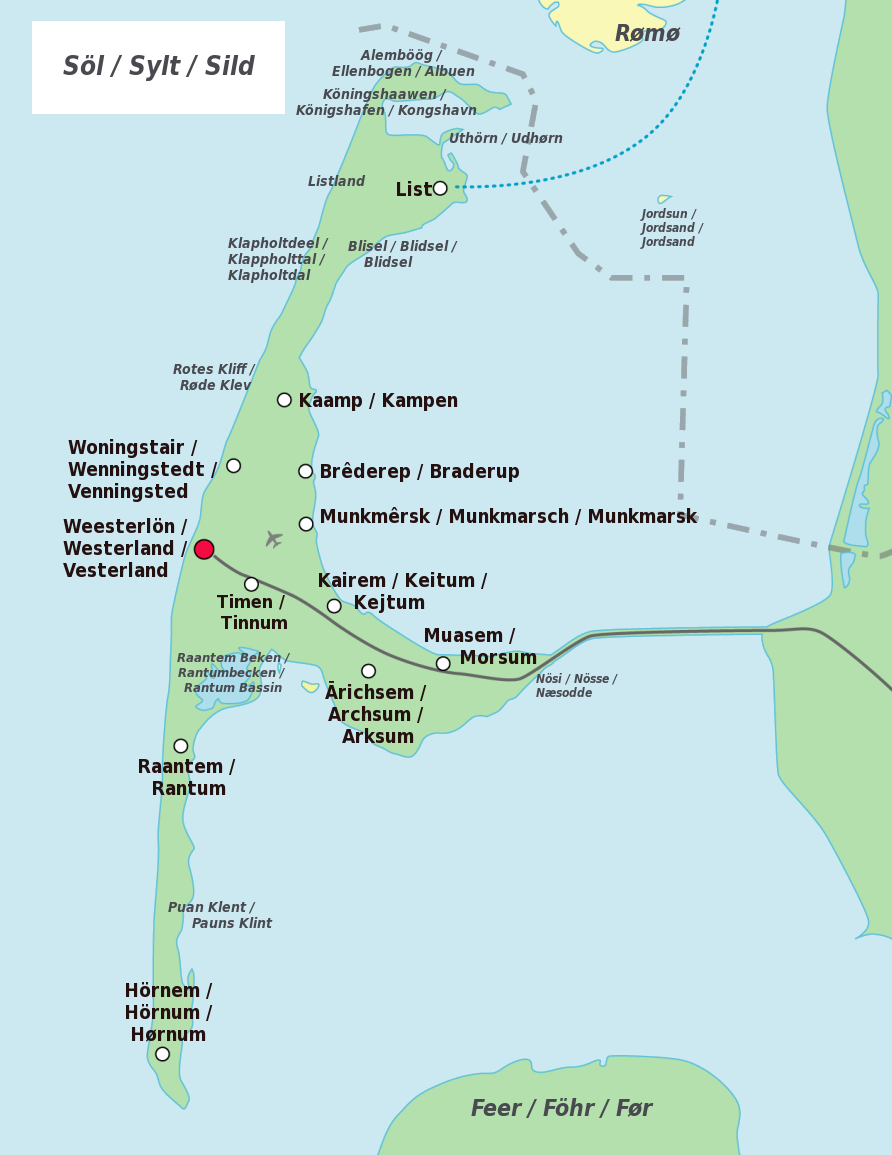
نقشهٔ زیلت
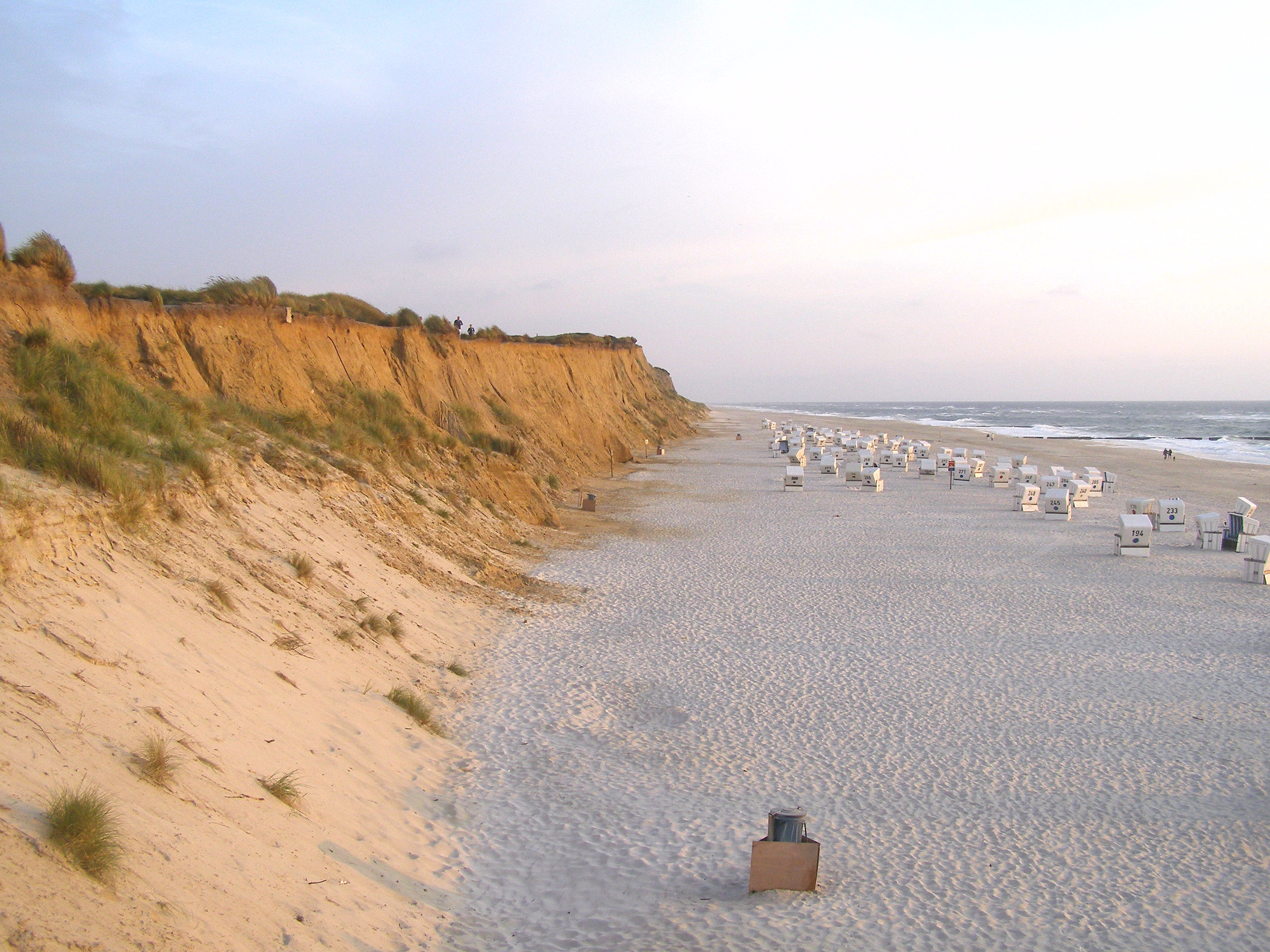
نمایی از ساحل زیلت